# ساپالان وارمی
ساپالان وارمی (به اسپانیایی: Sapallan Warmi) یک کوه در پرو است که در Peru, Lima Region واقع شده‌است. ساپالان وارمی ۴٬۸۰۰ متر بالاتر از سطح دریا واقع شده‌است.